# 远去的牧歌
《远去的牧歌》是中国共产党新疆维吾尔自治区委员会宣传部、新疆维吾尔自治区新闻出版广电局、天山电影制片厂联合摄制的纪实虚构片，于2019年在中国大陆上映，是新疆本土首部中国巨幕电影。由哈依夏·塔巴热克、高黄刚、周军编剧，阿迪夏·夏热合曼、周军执导，海拉提·哈木、马尔江·巴依吐肯领衔主演。讲述的是改革开放40年以来的社会变化与中国哈萨克族牧民转场传统之间的故事。
《远去的牧歌》是纪念改革开放40周年重点影片，获第18届中国电影华表奖优秀农村题材影片、第15届精神文明建设“五个一工程”奖。摄影指导格日图获第18届中国电影华表奖优秀电影摄影，提名第32届中国电影金鸡奖最佳摄影。主演海拉提·哈木获第15届中国长春电影节“金鹿奖”最佳男演员奖。

## 剧情简介
20世纪80年代的一个冬天，哈萨克族牧民胡马尔（海拉提·哈木 饰）的儿媳临产，作为老队长的胡马尔推迟了村子的冬季游牧转场日期。然而突来的暴风雪不得不让村民们立刻启程。虽然村民都顺利完成了转场，但为通知牧驼人转场的哈山却牺牲。哈山的妻子哈迪夏（马尔江·巴依吐肯 饰）因此对派哈山通知牧驼人的胡马尔有了怨恨。在冬牧场，胡马尔等人赶走了袭扰羊群的狼，虽然有猎枪，但胡马尔终使用鞭子赶走饿狼。
20世纪90年代，春。过完诺鲁孜节后，牧民们完成春季转场。胡马尔和牧民们经历了羊癣病、上缴猎枪等“风波”后，因为草场羊多草少，决定再次向更远的草场转场。转场途中，胡马尔唯一的儿子阿扎提意外坠崖而亡。同样经历过亲人意外死亡的哈迪夏表示自己的孩子就是胡马尔的孩子。在新的草场，胡马尔又面临新的抉择：随着孙女博兰古丽（加依娜·哈力 饰）步入学龄，是将她留在草原，还是让她上学。
进入21世纪第一个10年后，完成夏季转场的牧民们也开始了贸易活动，收羊毛、虫草、贝母等原料的羊皮别克（沙吾来提·艾肯别克 饰）赚得盆满钵满。但选择为钱行商，放弃游牧传统的行为被胡马尔所不齿。胡马尔得到孙女博兰古丽考入中央民族大学的好消息。面对博兰古丽和自己孙子的情愫，哈迪夏终选择了放下怨恨。草场和商业矛盾愈加激烈，无数为了虫草、贝母的人来到草场大肆破坏草场草皮；哈迪夏的小儿子一家也为了赚钱离开草原。在和羊皮别克对峙的过程中，胡马尔陷入沉思。
到2010年代，旅游、商贸在草原上已成常态，离开草原的哈迪夏的小儿子已经两次离婚。老态龙钟的胡马尔和哈迪夏还在慢慢适应。为保护草场以及更好的照顾老人，已经是大学生村官的博兰古丽和村干部劝说胡马尔搬入安居房。不过，胡马尔并不想放弃哈萨克历史悠久的转场生活。然而，跟随自己一辈子的马儿离开了胡马尔，胡马尔意识到自己老了。在教会自己一直训养的鹰寻找食物和生存后，胡马尔强迫鹰离开，自己和哈迪夏选择带着众人完成最后一次转场——搬入安居房。

## 拍摄制作
导演阿迪夏·夏热合曼在看到关于塔城地区塔城市、额敏县游牧民族四季转场的新闻报道后，萌生了拍摄一部关于哈萨克族游牧生活的电影的想法。2016年的天山电影制片厂年度创作策划会上，阿迪夏·夏热合曼提出该想法，并得到天山电影制片厂厂长高黄刚等人支持。于是，在高黄刚的带领下，主创团队先后前往伊犁哈萨克自治州（直属县市）、阿勒泰地区、塔城地区、昌吉回族自治州木垒哈萨克自治县、哈密市巴里坤哈萨克自治县等地牧区采风，对熟悉哈萨克族历史、文化的人以及了解当地畜牧业的人进行采访。主创团队同时阅读大量相关内容书籍、资料，并结合自身的积累收集素材。后由哈萨克族作家哈依夏·塔巴热克完成《远去的牧歌》的文学剧本创作。在由编剧兼导演周军将文学剧本电影化后，电影进入选角、拍摄阶段。
为避免演员有过多的表演痕迹，且中国大陆从事演艺行业的哈萨克族演员较少，电影的演员是从200多名哈萨克族群众演员中选出，所选演员大多为第一次拍电影。两位主演有过演戏经历，但均非专业表演演员出身，主演海拉提·哈木原是配音演员，主演马尔江·巴依吐肯原是舞蹈演员。海拉提·哈木更是城市长大，并无牧区生活的经验。因为演员经验不足，有时为达到拍摄的要求，甚至需要拍十条才能通过。为拍摄夏牧场及转场时出现的雪山、森林、草场，主创团队数十次辗转于新疆各地的大规模转场。电影中冬牧场取景木垒哈萨克自治县的一处半平原半峡谷处，动用几十家牧民超过30万头各类牲畜，利用6台摄影机、4台航拍器完成拍摄。拍摄过程中女主演马尔江·巴依吐肯曾跌马受伤，腰部骨折，为此休息数月。摄影师也曾被马踢出数米远，不过并未受伤。电影拍摄共花费2年多的时间。电影后期花费8个月。交由中华人民共和国国家电影局观看、研判后，又花费不到半年的时间重新剪辑。

## 上映票房
2018年9月11日，中国共产党新疆维吾尔自治区委员会宣传部、新疆维吾尔自治区新闻出版广电局联合主办，中国电影股份有限公司、天山电影制片厂承办的《远去的牧歌》首映式在人民大会堂举办，该片为纪念改革开放40周年重点影片。2018年9月30日，电影《远去的牧歌》在新疆的首映式在乌鲁木齐市美亚巨幕影城举行，中共新疆维吾尔自治区党委宣传部部长田文出席了首映式。11月28日，电影在新疆公映。2019年4月12日，电影《远去的牧歌》于中国大陆上映。
电影《远去的牧歌》累计票房超过1,009万元人民币，累计播放场次近1.8万场，累计观影人次近28.5万。

## 展演获奖
《远去的牧歌》在包括第26届北京大学生电影节、第9届北京国际电影节、第24届上海国际电影节、第22届达卡国际电影节、第2届“生活的形式”国际电影节等多个电影节展映、推介。并在德国柏林、法国戛纳、俄罗斯莫斯科、香港等地举办展演活动。
| 奖项                             | 类别             | 获奖或入围者                                 | 结果 | 來源      |
| -------------------------------- | ---------------- | -------------------------------------------- | ---- | --------- |
| 第32届中国电影金鸡奖             | 最佳摄影         | 格日图《远去的牧歌》                         | 提名 | [ 网 17 ] |
| 第18届中国电影华表奖             | 优秀农村题材影片 | 《远去的牧歌》                               | 獲獎 | [ 网 18 ] |
| 第18届中国电影华表奖             | 优秀电影摄影     | 格日图《远去的牧歌》                         | 獲獎 | [ 网 18 ] |
| 第15届中国长春电影节“金鹿奖”     | 最佳影片奖       | 《远去的牧歌》                               | 提名 | [ 网 19 ] |
| 第15届中国长春电影节“金鹿奖”     | 最佳男演员奖     | 海拉提·哈木《远去的牧歌》                    | 獲獎 | [ 网 20 ] |
| 第15届精神文明建设“五个一工程”奖 | 电影             | 《远去的牧歌》（新疆维吾尔自治区党委宣传部） | 獲獎 | [ 网 21 ] |

## 风格特色
《远去的牧歌》是一部纪实虚构片，其叙事风格和视听语言以用“散点式和诗化”为主，拍摄手法则和纪录片类似，并未以主要矛盾为核心，而是将故事分为“冬”“春”“夏”“秋”四个章节，每个章节又以10年为节奏叙述。《远去的牧歌》对白较少，电影情节会通过运动镜头、微距镜头、航拍镜头等镜头语言；广播、电视、流行歌曲等声音符号；不同的哈萨克族音乐曲调；毡房、冬窝子、服装、妆造等美术造型来推动和实现。
《远去的牧歌》并未选取阿依特斯、姑娘追、冬不拉等曾经在新疆本土电影中出现的哈萨克民俗和文化符号，而是选择了庆典仪式、诺鲁孜节、舞会、婚礼、孩子的学步礼、驯鹰、斯布孜额等，以及烤馕、制作奶酪等哈萨克族的生活细节。除了民族传统，电影也反映了牧区40年的社会变化，从哈萨克传统服饰变为T恤、牛仔裤，从骑马变为骑摩托车、开汽车，从广播站变为手机；以及商业贸易对牧民的影响，牧民们对婚姻的态度变化等。